# سیارک ۲۰۶۰۰
سیارک ۲۰۶۰۰ (به انگلیسی: 20600 Danieltse، نامگذاری:1999RC197) بیست هزار و ششصدمین سیارک کشف شده‌است که در ۸ سپتامبر ۱۹۹۹ کشف شد.
قدر مطلق سیارک برابر ۱۶.۲ است.